# Isabel Maria de Bragança
Isabel Maria de Bragança   (Lisboa, 4 de juliol de 1801 - Benfica, 22 d'abril de 1876) fou infanta de Portugal i regent del Regne (1826).

## Orígens familiars
Nasqué el 4 de juliol de 1801 a Benfica, prop de Lisboa, filla de Joan VI de Portugal i la seva esposa Carlota Joaquima d'Espanya. Per línia materna era neta de Carles IV d'Espanya i Maria Lluïsa de Parma.
Fou titular de la Gran Creu de l'Ordre de Nostra Senyora de la Concepció; Dama dels Ordes de Santa Isabel i les nobles dames de Maria Lluïsa.

## Regència de Portugal
Pel fet que el príncep Pere de Bragança, que era hereu al tron, havia proclamat la independència del Brasil el 1822; l'infant Miquel de Bragança, germà petit del rei, estava a Viena; la reina Carlota Joaquima de Borbó, era fora de Lisboa; i les seves germanes grans, la infanta Maria Teresa de Bragança i Maria Isabel de Bragança, estaven casades amb infants espanyols, Isabel Maria fou escollida Regent del Regne fins que l'emperador, recentment coronat, retornés del Brasil i acceptés la corona portuguesa. Això va succeir el 1826 i després d'un regant curt Pere I del Brasil i IV de Portugal abdicà en favor de la seva filla, la petita Maria II de Portugal, que es trobava a Londres, amb la condició que es casés amb el seu germà Miquel de Bragança, el qual assumí la nova regència. Davant aquesta situció Isabel Maria es retirà a la vida contemplativa.
Finalment aquest casament no es realitzà i s'inicià una guerra civil entre els absolutistes, partidaris de Miquel, i els liberals, partidaris de Maria II. La participació de Pere I del Brasil en favor de la seva filla va fer decantar la victòria dels liberals i el posterior exili de Miquel I.
Va morir el 22 d'abril de 1876, soltera, a la ciutat de Benfica, prop de Lisboa.